# Liste der Monuments historiques in Bourogne
Die Liste der Monuments historiques in Bourogne führt die Monuments historiques in der französischen Gemeinde Bourogne auf.

## Liste der Bauwerke
| Bezeichnung                       | Beschreibung                       | Standort | Kennzeichnung | Schutzstatus | Datum | Bild           |
| --------------------------------- | ---------------------------------- | -------- | ------------- | ------------ | ----- | -------------- |
| Lavoir du Bernardot               | Waschhaus, erbaut 1867             | (Lage)   | PA90000011    | Inscrit      | 2010  | weitere Bilder |
| Fontaine-lavoir du château        | Brunnen und Waschhaus, erbaut 1849 | (Lage)   | PA00101144    | Inscrit      | 1980  | weitere Bilder |
| Fontaine-lavoir du corps de garde | Brunnen und Waschhaus, erbaut 1849 | (Lage)   | PA00101145    | Inscrit      | 1980  | weitere Bilder |

## Liste der Objekte
- Monuments historiques (Objekte) in Bourogne in der Base Palissy des französischen Kultusministeriums